# Mayumi Yamashita
Mayumi Yamashita (山下 まゆみ, Yamashita Mayumi) est une judokate japonaise née le 22 novembre 1975 à Takayama.

## Biographie
Elle dispute les Jeux olympiques d'été de 2000 à Sydney où elle remporte la médaille de bronze.

## Palmarès

### Jeux olympiques
- Jeux olympiques d'été de 2000 à Sydney
  -  Médaille de bronze en +78 kg[1]

### Championnats d'Asie
- Championnats d'Asie de judo 2000
  -  Médaille de bronze en +78 kg

### Universiade
- Universiade d'été de 1999
  -  Médaille de bronze en open (toutes catégories)